# Chlamisus rugosus
Chlamisus rugosus là một loài bọ cánh cứng trong họ Chrysomelidae. Loài này được Zhou & Tan miêu tả khoa học năm 1995.